# VLC media player
VLC media player es un reproductor y framework multimedia, libre y de código abierto desarrollado por el proyecto VideoLAN. Es un programa multiplataforma con versiones disponibles para muchos sistemas operativos, es capaz de reproducir casi cualquier formato de vídeo sin necesidad de instalar códecs externos y puede reproducir vídeos en formatos DVD, Bluray, a resoluciones normales, en alta definición o incluso en ultra alta definición o 4K.
VLC es un reproductor de audio y vídeo capaz de reproducir muchos códecs y formatos de audio y vídeo, además de capacidad de streaming. Es software libre, distribuido bajo la licencia GPLv2.1+.

## Historia
El proyecto original de VideoLAN se inició como un proyecto académico en 1996, fue desarrollado como un cliente y servidor para transmitir vídeos en la red del campus universitario. Inicialmente fue desarrollado por estudiantes del École Centrale Paris, ahora es desarrollado por programadores de todo el planeta y es coordinado por la Organización sin ánimo de lucro VideoLAN.
Las siglas VLC solía usarse para referirse a VideoLAN Client, pero como VLC no es solamente un cliente, esta sigla ya no se usa. VLC es el cuarto programa más descargado en el sitio SourceForge.net.
Desde el año 2009 el proyecto VLC se separa del École Centrale Paris y se desarrolla de forma independiente por el proyecto VideoLAN.

### Rama 0.x
Después de cinco años de desarrollo VLC fue liberado bajo licencia GPL el 1 de febrero del año 2001.
VLC 0.5: En el año 2002 algunos desarrolladores decidieron tomar ventaja de «separadores» (demuxers) y códecs para poder transcodificar, esto se logró en el año 2003 en su versión 0.5, aunque no estaban incluidas en el programa.
VLC 0.7: Desde entonces VLC es capaz de transmitir de varias fuentes en una sola instancia utilizando VideoLAN Media Manager (VLM) que puede accederse mediante una interfaz telnet o una interfaz http.
VLC 0.8: En su versión 0.8 tiene capacidad para transcodificar videos, capacidad con la que se había experimentado en versiones anteriores.

### Rama 1.x
VLC 1.0.0.0: La versión 1.0.0.0 se liberó el 7 de julio del año 2009, culminando 13 años de desarrollo. Soporta más formatos, puede reproducir múltiples ficheros sin necesidad de descomprimirlos o unirlos. Además inicia el soporte para carpetas Blu-ray y AVCHD.
VLC 1.1: En su versión 1.1 inicia la capacidad para aceleración por hardware de vídeo o GPU para los formatos H.264, VC-1 y MPEG-2.

### Rama 2.x
VLC 2.0.1: La versión 2.0.1 se liberó el día 22 de marzo del año 2012 con el nombre clave Twoflower, mejorando la interfaz (incluyendo mayor compatibilidad para OS X), permitiendo la reproducción de discos Blu-ray e incluyendo más codecs.
VLC 2.1: La versión 2.1 incluye soporte para resoluciones 4K o UltraHD además de un nuevo núcleo para reproducción de audio. Su nombre clave es Rincewind
VLC 2.2.0: La versión 2.2 mejora el soporte de nuevos códecs HD, VP9, opus y H.265/HEVC, para decoding y encoding. Se liberan a la vez versiones y betas para iOS, Android, Windows Phone, Android TV y Windows RT. Su nombre clave es Weatherwax.
VLC 2.2.1: Es una versión que repara los bugs más importantes reportados en la anterior VLC 2.2.0
VLC 2.2.4: Se libera el 5 de junio de 2016.

### Rama 3.x
VLC 3.0: La versión 3.0 se liberó el día 19 de febrero del año 2018 con el nombre clave Vetinari, entre sus principales novedades incluye soporte para Chromecast, soporte HDR, navegación por el árbol de directorios de una red local o soporte de vídeos en 360° o vídeo en 8k.

## Características

### Multiplataforma
Es un reproductor portable y multiplataforma, con versiones para GNU/Linux, macOS, Microsoft Windows, BSD, Solaris, iOS y Android, entre otros.

### Formatos y códecs soportados
VLC soporta muchos códecs de audio y vídeo, diferentes formatos de archivos como DVD o VCD y varios protocolos de streaming. También es capaz de transmitir datos en streaming a través de redes y convertir archivos multimedia a distintos formatos.
Muchos códecs de audio y vídeo están incluidos en VLC, son incluidos utilizando la  biblioteca libavcodec del proyecto FFmpeg, aunque principalmente utiliza sus propios filtros de multiplexación (muxer). VLC incluye de forma nativa un gran número de códecs libres, evitando la necesidad de instalar o calibrar códecs propietarios.

#### Formatos legibles
VLC media player puede leer multitud de archivos dependiendo del sistema operativo.
Archivos capaces de leerUDP/RTP unicast o multicast, HTTP, FTP, MMS, RTSP, RTMP, DVD, VCD, SVCD, CD Audio, DVB, Video acquisition (a través de V4l y DirectShow), fuentes RSS/Atom y archivos almacenados en su computadora.
Formato contenedor3GP, ASF, AVI, FLV, Matroska, Musical Instrument Digital Interface (.mid/.midi), QuickTime, MP4, Ogg, OGM, WAV, MPEG-2 (ES, PS, TS, PVA, MP3), AIFF, Raw audio, Raw DV, MXF, VOB.
Formatos de videoCinepak, Dirac, DV, H.263, H.264/MPEG-4 AVC, WebM, HuffYUV, Indeo 3, MJPEG, MPEG-1, MPEG-2, MPEG-4 Part 2,, RealVideo 3&4, mkv (archivo de video Matroska), Sorenson, Flash Video, Ogg Theora, VC-1, VP5, VP6 y WMV.
SubtítulosDVD, SVCD, DVB, OGM, SubStation Alpha, Advanced SubStation Alpha (mediante LibASS), SubRip, MPEG-4 Timed Text, documento de texto, Vobsub, MPL2 y Teletext, mks (archivo subtítulos matroska.
Formatos de audio AAC, AC3, ALAC, AMR, DTS, DV Audio, FLAC, MACE, MP3, QDM2/QDMC, RealAudio, Speex, Screamtracker 3/S3M, TTA, Vorbis y WMA, mka(archivo video Matrosca).

#### Formatos para salidas destreamingocodificación digital

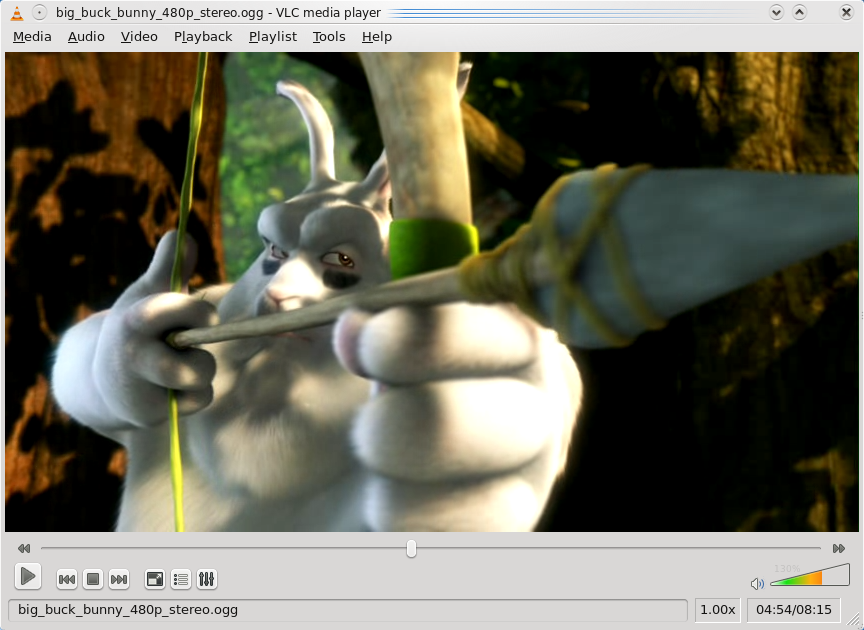
VLC ejecutándose en KDE.

VLC es capaz de recodificar bastantes formatos, también dependiendo del sistema operativo.
Formatos de audio y vídeo embebidoASF, AVI, FLV, MP4, Ogg, Wav, MPEG-2 (ES, PS, TS, PVA, MP3), MPJPEG, FLAC y MOV.
Formatos de vídeoH.263, H.264/MPEG-4 AVC, MJPEG, MPEG-1, MPEG-2, MPEG-4 Part 2, VP5, VP6, Theora y DV.
Formatos de audioAAC, AC3, DV Audio, FLAC, MP3, Speex y Vorbis.
Protocolos de streamingUDP, HTTP, RTP, RTSP, MMS y File.

### Reproductor DVD
VLC es además un programa reproductor de DVD, y es también reconocido por ser el primer reproductor en soportar DVD cifrados (con un sistema DRM) en Linux usando la biblioteca libdvdcss.

### Conversor de audio y video
Aunque es una característica menos conocida, permite la conversión de distintos formatos de audio y vídeo.

## Bibliotecas
El proyecto VideoLAN también utiliza el codificador x264 para el códec H.264/AVC, la biblioteca en C libdvdcss para acceder a DVD para no tener que descifrar estos, y la biblioteca libdvdcsa utilizada en emisiones DVB.